# Peter Kern
Pour les articles homonymes, voir Kern.
Peter Kern, né le 13 octobre 1949 à Vienne et mort le 26 août 2015 dans la même ville, est un acteur, scénariste, réalisateur et producteur de cinéma autrichien.

## Filmographie partielle

### Comme acteur
- 1972 : Ludwig, requiem pour un roi vierge, de Hans-Jürgen Syberberg
- 1973 : Cette nuit ou jamais de Daniel Schmid
- 1974 : La Paloma de Daniel Schmid
- 1975 : Maman Küsters s'en va au ciel (Mutter Küsters’ Fahrt zum Himmel), de Rainer Werner Fassbinder
- 1975 : Faux Mouvement (Falsche Bewegung), de Wim Wenders
- 1975 : Le Droit du plus fort (Faustrecht der Freiheit), de Rainer Werner Fassbinder
- 1976 : Sternsteinhof d'Hans W. Geißendörfer
- 1977 : Portrait de groupe avec dame (Gruppenbild mit Dame), d'Aleksandar Petrović
- 1977 : Double Plaisir (Kleinhoff Hotel) de Carlo Lizzani
- 1978 : Despair, de Rainer Werner Fassbinder
- 1989 : Johanna D'Arc of Mongolia, d'Ulrike Ottinger
- 1991 : Malina, de Werner Schroeter
- 1994 : Érotique de Monika Treut : Franz (segment de Taboo Parlor)
- 2002 : Frontières, de Mostéfa Djadjam

### Comme réalisateur
- 1980 : Die Wasserlilie blüht nicht mehr
- 1980 : Die Bootsmänner von Pagsanjan
- 1987 : Crazy Boys
- 1989 : Hab' ich nur deine Liebe
- 1990 : Solange ich fliehen kann noch, da schütze ich mich
- 1990 : Sex, Lear and Schroeter
- 1992 : Gossenkind
- 1992 : Ein fetter Film
- 1993 : Truth and Dare - Ishmael Bernal
- 1993 : Einer flog übers Arbeitsamt  (TV)
- 1993 : Domenica
- 1995 : Schmetterling im Dunkeln
- 1996 : Der langsame Tod des...
- 1998 : Knutschen, kuscheln, jubilieren
- 1998 : Hans Eppendorfer: Suche nach Leben
- 2001 : Fifty-Fifty
- 2001 : Hamlet: This Is Your Family
- 2002 : Haider lebt - 1. April 2021
- 2005 : Donauleichen
- 2007 : Die toten Körper der Lebenden
- 2009 : Initiation
- 2010 : King Kongs Tränen
- 2011 : Mörderschwestern
- 2012 : Diamantenfieber
- 2012 : Glaube, Liebe, Tod
- 2014 : Sarah und Sarah
- 2015 : Der letzte Sommer der Reichen